# Liste des cardinaux jésuites

## Introduction
Les prêtres jésuites, au moment de leur profession religieuse finale dans la Compagnie de Jésus, promettent « de ne rien faire pour obtenir une prélature ou dignité en dehors de la Compagnie, et de ne pas consentir à ce que leur personne soit choisie pour une telle charge, autant qu’il dépendra d’eux, à moins d’y être contraints par l’obéissance envers qui peut leur commander sous peine de péché » (Constitutions S.J., Part X, N°6 [817]).
Cependant, pour des raisons variées et dans des circonstances particulières (besoin d’un évêque dans une région où l’Église doit encore être développée, reconnaissance de  la contribution exceptionnelle faite dans un domaine des sciences ecclésiastiques, etc.), plusieurs jésuites accédèrent à l'épiscopat ou au cardinalat. Dans ces cas, même s’ils restent nominalement jésuites, ils perdent toute voix passive et active dans la Compagnie de Jésus et ne sont plus sous l’obédience du Supérieur Général.
Un évêque ou cardinal jésuite promu à l’éméritat peut choisir son lieu d’habitation. S’il souhaite cependant vivre à nouveau dans une maison de la Compagnie, le Supérieur Général lui en donne la permission pour autant qu’il en accepte les aspects de vie communautaire et s’adapte à son style et niveau de vie.

## Liste des créations cardinalices de jésuites

### De la fondation (1540) à la suppression de la Compagnie de Jésus (1773)
- Francisco de Toledo, né en 1532 (Cordoue, Espagne), créé cardinal en 1593, mort en 1596
- Saint Robert Bellarmin, né en 1542 (Montepulciano, Italie), créé cardinal en 1599, mort en 1621
- Juan de Lugo y de Quiroga né en 1583 (Madrid), Espagne), créé cardinal en 1629, mort en 1637
- Francesco Maria Sforza Pallavicino né en 1607 (Rome), créé cardinal en 1657, mort en 1667
- Johann Eberhard Nithard né en 1607 (Falkenstein, Allemagne), créé cardinal en 1675, mort en 1681
- Giovanni Battista Tolomei né en 1653 (Florence, Italie), créé cardinal en 1712, mort en 1726
- Giovanni Battista Salerni né en 1670 (Cosenza, Italie), créé cardinal en 1719, mort en 1729
- Álvaro Cienfuegos né en 1657 (Agüerina, Espagne), créé cardinal en 1720, mort en 1739

La Compagnie de Jésus est supprimée en 1773.

### Créations cardinalices au XIXe siècle, après la restauration de la Compagnie (1814)
La Compagnie de Jésus est restaurée en 1814.
- Camillo Tarquini, né en 1810 (Montefiascone, Italie), créé cardinal en 1873, mort en 1874
- Johann Baptist Franzelin, né en 1816 (Aldein, Autriche), créé cardinal en 1876, mort en 1886
- Camillo Mazzella, né en 1833 (Benevant, Italie), créé cardinal en 1886, mort en 1900
- Andreas Steinhuber, né en 1825 (Uttlau, Allemagne), créé cardinal en 1894, mort en 1907

### Créations cardinalices au XXe siècle
- Louis Billot, né en 1847 (Sierck, France), créé cardinal en 1911, mort en 1931, après avoir renoncé au cardinalat en 1927
- Franz Ehrle, né en 1845 (Isny, Allemagne), créé cardinal en 1922, mort en 1934
- Pietro Boetto, né en 1871 (Vigone di Torino, Italie), créé cardinal en 1935, mort en 1946
- Augustin Bea, né en 1881 (Riedbohrngent, Allemagne), créé cardinal en 1959, mort en 1968
- Pablo Muñoz Vega, né en 1903 (Mira, Équateur), créé cardinal en 1969, mort en 1994
- Jean Daniélou, né en 1906 (Neuilly, France), créé cardinal en 1969, mort en 1974
- Lawrence Trevor Picachy, né en 1916 (Lebong, Inde), créé cardinal en 1976, mort en 1992
- Victor Razafimahatratra, né en 1921 (Madagascar), créé cardinal en 1976, mort en 1993
- Henri de Lubac, né en 1896 (Cambrai, France), créé cardinal en 1983, mort en 1991
- Carlo Maria Martini, né en 1927 (Turin, Italie), créé cardinal en 1983, mort en 2012
- Paolo Dezza, né en 1903 (Parma, Italie), créé cardinal en 1991, mort en 1999
- Ján Chryzostom Korec, né en 1924 (Slovaquie), créé cardinal en 1991, mort en 2015
- Alois Grillmeier, né en 1910 (Allemagne), créé cardinal en 1994, mort en 1998
- Augusto Vargas Alzamora, né en 1922 (Pérou), créé cardinal en 1994, mort en 2000
- Adam Kozlowiecki, né en 1911 (Pologne), créé cardinal en 1998, mort en 2007
- Paul Shan Kuo-hsi, né en 1923 (Puyang, Chine), créé cardinal en 1998, mort en 2012

### Créations cardinalices au XXIe siècle
- Avery Dulles, né en 1918 (New-York, USA), créé cardinal en 2001, mort en 2008
- Roberto Tucci, né en 1921 (Naples, Italie) créé cardinal en 2001, mort en 2015
- Jorge Mario Bergoglio, né en 1936 (Buenos-Aires, Argentine), créé cardinal en 2001, élu pape sous le nom de François, le 13 mars 2013
- Tomas Spidlik, né en 1919 (Boskovice, République tchèque) créé cardinal en 2003, mort en 2010
- Albert Vanhoye, né en 1923 (Hazebrouck, France), créé cardinal en 2006, mort en 2021
- Urbano Navarrete, né en 1920 (Camarena de la Sierra, Espagne), créé cardinal en 2007, mort en 2010
- Karl Becker, né en 1928 (Cologne, Allemagne), créé cardinal en 2012, mort en 2015

### Cardinaux actuels

#### Cardinaux non électeurs
- Julius Riyadi Darmaatmadja, né en 1934 (Indonésie), créé cardinal en 1994
- Sigitas Tamkevičius, né en 1938 (Kaunas, Lituanie), créé cardinal en 2019
- Gianfranco Ghirlanda, né en 1942 (Rome, Italie), créé cardinal en 2022

#### Cardinaux électeurs
- Pedro Barreto, né en 1944 (Lima, Pérou), créé cardinal en 2018
- Luis Ladaria Ferrer, né en 1944 (Manacor, Espagne), créé cardinal en 2018
- Michael Czerny, né en 1946 (Brno, Tchéquie) [citoyen canadien], créé cardinal en 2019
- Jean-Claude Hollerich, né en 1958 (Differdange, Luxembourg), créé cardinal en 2019
- Ángel Sixto Rossi, né en 1958 (Córdoba, Argentine), créé cardinal en 2023
- Stephen Chow Sau-yan, né en 1959 (Hong Kong), créé cardinal en 2023

## Cas particuliers
- Péter Pázmány, né en 1570 (Varazdin, Hongrie), créé cardinal en 1629, mort en 1637 (avait quitté la Compagnie de Jésus avant sa promotion)
- Jean II Casimir Vasa, né en 1609 (Pologne), créé cardinal en 1647, mort en 1668 (quitta la Compagnie, fut créé cardinal et élu roi de Pologne)
- Niccolò Oddi, né en 1715 (Pérouse, Italie), créé cardinal en 1766, obtient de faire sa profession religieuse comme jésuite quelques jours avant sa mort (25 mai 1767)
- Angelo Mai, né en 1782 (Schilpario, Italie), créé cardinal en 1838, mort en 1854 (sortit de la Compagnie longtemps avant 1838)
- Carlo Odescalchi, né en 1786 (Rome), créé cardinal en 1823, mort en 1841 (renonça au cardinalat pour entrer au noviciat des jésuites en 1838)
- Paul Melchers, né en 1813 (Münster, Allemagne), créé cardinal en 1885, mort en 1895 (entra dans la Compagnie en 1892)
- Giuseppe Pecci, né en 1807 (Italie), créé cardinal en 1879, mort en 1890 (frère de Léon XIII, fut jésuite de 1824 à 1848, et obtint de le redevenir un an avant sa mort)
- Hans Urs von Balthasar, né en 1905, créé cardinal en 1988, mort en 1988 (quitta la Compagnie en 1950)

Également :
Au XVIIe siècle deux cardinaux, François de La Rochefoucauld (1558-1645) et Alessandro Orsini (1555-1626), demandèrent à être admis dans la Compagnie de Jésus. La permission ne leur fut pas accordée par le pape Urbain VIII.